# Villarsia
Villarsia là một chi thực vật thủy sinh trong họ Menyanthaceae. Chi này được đặt theo tên của nhà thực vật học người Pháp là Dominique Villars (1745-1814).
Villarsia là thực vật vùng đất ngập nước với các lá cơ sở. Cụm hoa là các chùy hoa phân nhánh với vô số hoa. Các hoa mẫu 5, hoặc có màu vàng hoặc có màu trắng, và các cánh hoa được tô điểm bằng các cánh.

## Phân loại
Các mối quan hệ trong phạm vi họ Menyanthaceae, cụ thể là chi Villarsia nghĩa rộng, được Tippery và ctv (2008), Tippery và Les (2008) làm sáng tỏ. Theo họ thì Villarsia nghĩa rộng là rất cận ngành, bao gồm ba nhánh. Chi này đã được Tippery và Les (2009) tách ra thành Villarsia nghĩa hẹp chỉ bao gồm nhánh Nam Phi với 3 loài và hai nhánh còn lại được chuyển sang các chi Liparophyllum (nhánh hỗn tạp) và Ornduffia (nhánh Australia).
Các loài trong chi Villarsia nghĩa hẹp bao gồm:
- Villarsia capensis (Houtt.) Merr.: Loài điển hình của chi.
- Villarsia goldblattiana Ornduff
- Villarsia manningiana Ornduff

## Phát sinh chủng loài
Cây phát sinh chủng loài dưới đây cho Villarsia nghĩa hẹp lấy theo Tippery và Les (2009)

|  | Villarsia capensis                                                                |
|  |                                                                                   |
|  | \| \| Villarsia manningiana \| \| \| \| \| \| Villarsia goldblattiana \| \| \| \| |
|  |                                                                                   |
|  | Villarsia manningiana                                                             |
|  |                                                                                   |
|  | Villarsia goldblattiana                                                           |
|  |                                                                                   |

|  | Villarsia manningiana   |
|  |                         |
|  | Villarsia goldblattiana |
|  |                         |

## Phân bố
Chi Villarsia khi hiểu theo nghĩa rộng có 17 loài, chủ yếu ở Australia (13 loài), nhưng một loài được tìm thấy tại Đông Nam Á, còn V. capensis và 2 loài khác có ở Nam Phi. Tuy nhiên, theo Tippery và Les (2009) thì chi này hiện nay chỉ hạn chế trong nhánh Nam Phi, gồm 3 loài như đề cập trên đây, do loài điển hình của chi Villarsia là Villarsia capensis thuộc về nhánh này.
Sự phân bố địa lý như sau:
Nam Phi:
- Villarsia capensis
- Villarsia goldblattiana
- Villarsia manningiana

Đông Nam Á:
- Villarsia cambodiana Hance (đồng nghĩa: V. rhomboidalis Dop). Hiện nay được chuyển sang chi Nymphoides với danh pháp chính thức là Nymphoides cambodiana[4].

Đông Australia:
- Villarsia exaltata (Sol. ex Sims) G.Don = Liparophyllum exaltatum
- Villarsia reniformis R.Br. = Ornduffia reniformis
- Villarsia umbricola Aston = Ornduffia umbricola

Tây Australia:
- Villarsia capitata Nees = Liparophyllum capitatum
- Villarsia congestiflora F.Muell. = Liparophyllum congestiflorum
- Villarsia lasiosperma F.Muell. = Liparophyllum lasiospermum
- Villarsia latifolia Benth. = Liparophyllum latifolium
- Villarsia violifolia F.Muell. = Liparophyllum violifolium
- Villarsia albiflora F.Muell. = Ornduffia albiflora
- Villarsia calthifolia F.Muell. = Ornduffia calthifolia
- Villarsia marchantii Ornduff = Ornduffia marchantii
- Villarsia parnassifolia (Labill.) R.Br. = Ornduffia parnassifolia
- Villarsia submersa Aston = Ornduffia submersa

## Lưu ý
- Villarsia Neck., 1790 nom. inval. = Cabomba Aubl., 1775 (họ Cabombaceae).
- Villarsia J.F.Gmel., 1791 nom. rej. = Nymphoides Ség., 1754 (họ Menyanthaceae).
  - Villarsia aquatica J.F.Gmel., 1791 = Nymphoides aquatica (J.F.Gmel.) Kuntze, 1891